# Limnoctites sulphuriferus
El curutié ocráceo  (Limnoctites sulphuriferus), también denominado coludito garganta amarilla (en Uruguay) o curutié pardo, es una especie de ave paseriforme de la familia Furnariidae, una de las dos pertenecientes al género Limnoctites, hasta recientemente —en 2019— incluida en el género Cranioleuca. Es nativa del centro-este de América del Sur.

## Distribución y hábitat
Esta especie se distribuye en el Uruguay, Río Grande del Sur en el sur del Brasil, y en el centro-este de la Argentina, desde el extremo sur de Misiones, Corrientes, Entre Ríos, Córdoba, Santa Fe, Buenos Aires, Ciudad Autónoma de Buenos Aires y La Pampa; también en el noreste de Río Negro.
Esta especie es considerada localmente bastante común en sus hábitats naturales: los esteros y bañados hasta los 300 m de altitud; los pajonales inundados, integrados por variadas especies de hierbas robustas que pueden o no estar salpicados o rodeados de árboles y arbustos higrófilos. 

## Alimentación
Se alimenta principalmente de pequeños artrópodos, que encuentra entre las ramas de los arbustos y en las hojas de las grandes gramíneas y ciperáceas.

## Sistemática

### Descripción original
La especie L. sulphuriferus fue descrita por primera vez por el ornitólogo germano – argentino Carlos Germán Burmeister en 1869 bajo el nombre científico Synallaxis sulphurifera; la localidad tipo es: «cerca de Buenos Aires, Argentina».

### Etimología
El nombre genérico masculino «Limnoctites» se compone de las palabras del griego «λιμνη limnē»: laguna, pantano, y «κτιτης ctitēs»: habitante, en referencia al hábitat de la especie; y el nombre de la especie «sulphuriferus», se compone de las palabras del latín «sulphur, sulphuris»: azufre  y «ferre»: que lleva; en alusión al parche amarillo en la garganta.

### Taxonomía
Esta especie estuvo hasta recientemente incluida en el género Cranioleuca (donde todavía la sitúan varias clasificaciones). En el año 2011, un extenso análisis, efectuado por Derryberry et al, en el cual se dispuso de una muestra amplia de taxones, confirmó la estrecha relación de hermanas entre Limnoctites rectirostris y la presente especie, cuyo linaje divergió del de Cranioleuca alrededor de dos millones de años atrás.
En marzo de 2019, en la Propuesta n.º 815 al Comité de Clasificación de Sudamérica (SACC), finalmente se aprobó la transferencia de Cranioleuca sulphurifera al presente género, lográndose de este modo un género ecológica y morfológicamente cohesivo. Como Limnoctites es masculino, el epíteto debe cambiar para sulphuriferus, como adoptado por el SACC y Clements Checklist. Es monotípica.
Sin embargo, según Aves del Mundo (HBW), las dos difieren significativamente en la morfología y el plumaje, y podrían merecer un tratamiento en géneros monotípicos separados, dependiendo de estudios futuros.